# Nothing's Gonna Change My Love for You
«Nothing's Gonna Change My Love for You» (укр. «Ніщо не в силах змінити моє кохання до тебе») — американська пісня, написана Джеффом Тузіком та Гленном Медейросом у 1986 році. Наступного року композиція була записана Джорджем Бенсоном в альбомі 20/20, але найбільшої популярності досягла кавер-версія Гленна Медейроса 1987 року, яка чотири тижні очолювала хіт-парад UK Singles Chart в Сполученому Королівстві та досягла 12 місця чарту Billboard Hot 100 в США.

## Кліп
- Glenn Medeiros - Nothing's Gonna Change My Love For You (Official Music Video) на YouTube